# Marnardal Station
Marnardal Station (Marnardal stasjon) er en jernbanestation på Sørlandsbanen, der ligger i Marnardal kommune i Norge.
Stationen åbnede 17. december 1943, da banen blev forlænget fra Kristiansand til Sira. Stationsbygningen var opført året før efter tegninger af NSB Arkitektkontor. Stationen blev fjernstyret fra 19. november 1969 men var fortsat bemandet med billetsalg indtil 13. juni 1988.
I 1992 blev krydsningssporet forlænget. I 2012 blev stationen moderniseret med højere og længere perroner med bedre tilgængelighed. Desuden blev køreledningsanlægget og et sidespor fornyet.